# Corinth (Texas)
Corinth è un comune (city) degli Stati Uniti d'America della contea di Denton nello Stato del Texas. La popolazione era di 19.935 abitanti al censimento del 2010. È un sobborgo di Dallas e fa parte della Dallas-Fort Worth Metroplex.

## Geografia fisica
Corinth è situata a 33°08′38″N 97°04′20″W (33.143952, -97.072194).
Secondo lo United States Census Bureau, la città ha una superficie totale di 20,36 km², dei quali 20,2 km² di territorio e 0,16 km² di acque interne (0,78% del totale).

## Storia
La  Dallas and Wichita Railway fece passare la linea ferroviaria per il sito della città nel 1880 e battezzò lo scalo "Corinth".
La cittadina aveva una popolazione di 461 nel 1970, 1.264 nel 1980, 3 944 nel 1990 e 11 325 nel 2000.

## Società

### Evoluzione demografica
Secondo il censimento del 2010, la popolazione era di 19.935 abitanti.

### Etnie e minoranze straniere
Secondo il censimento del 2010, la composizione etnica della città era formata dall'84,68% di bianchi, il 5,73% di afroamericani, lo 0,84% di nativi americani, il 2,65% di asiatici, lo 0,05% di oceanici, il 3,2% di altre razze, e il 2,86% di due o più etnie. Ispanici o latinos di qualunque razza erano l'11,77% della popolazione.